# 劉維清
劉維清（16世紀—17世紀），字元闢，南直隸寧國府南陵縣人，明朝軍事人物。

## 生平
劉維清是萬曆二十五年（1597年）的武舉人，次年（1598年）聯捷武進士，獲授新江口坐營都司，得操江御史丁賓重視，陞薊鎮石匣營游擊，不接受操練軍士的例獻，再陞浙江北洋遊擊，不避艱險巡守地方，人民在招寶山為他立祠，到萬曆四十四年（1616年）官至湖廣鎮筸參將。

## 引用
1. 1 2  民國《南陵縣志·卷二十九》：劉維清，號漳濱，萬厯丁酉戊戌聯捷武榜，初授新江口坐營都司，操江丁公器之，委開統京武弁，賢否有夤緣拒弗納。陞薊鎮石匣營遊擊，舊操練日軍士各有例獻，清盡卻不受，陞浙江北洋遊擊，乘風出汛不避艱險，民立為祠招寶山，陞湖廣鎮筸參將卒。 府志、省志宦績
2. ↑  《明神宗顯皇帝實錄·卷五百五十》：（萬曆四十四年十月）丁巳陞平虜參將馬允登為寧夏副縂兵，瀋陽遊擊賀世賢為義州參將，浙江遊擊劉維清為湖廣參將，中都留守崔天賜為南贑參將，建昌遊擊陳策為遵義參將，延綏遊擊賀成為高家堡參將。
3. ↑  道光《安徽通志·卷一百五十一·人物志》：劉維清，南陵人，以武進士厯荊鎮遊擊，舊操練之日軍士各有例獻，維清一無所受，轉浙江北洋遊擊，乘風出汎不避艱險，民為立祠招寶山，後陛湖廣鎮筸參將。 寧國府志